# Paolo Giuliodori
Paolo Giuliodori (Osimo, 12 maggio 1989) è un politico italiano.

## Biografia
Frequenta il Liceo Scientifico di Osimo e consegue la Laurea Magistrale in Informatica. Successivamente acquisisce il titolo di Dottore di ricerca in Computer Science, all'Università di Camerino, occupandosi di intelligenza artificiale, teoria dei giochi e analisi dati in ambito di gestione del consumo energetico. Ha all’attivo una serie di pubblicazioni a livello internazionale.

### Attività politica
Dal 2016 fa parte del Meet Up di Osimo in cui si è occupato di inquinamento e tutela del servizio sanitario pubblico.
Alle elezioni politiche del 2018 è stato eletto deputato del movimento 5 Stelle nel collegio plurinominale Marche 1. È membro dal 2018 della VI commissione finanze e della commissione parlamentare di vigilanza sull’anagrafe tributaria. È membro anche dell'intergruppo innovazione e dell'intergruppo intelligenza artificiale della Camera dei Deputati. 
Nel febbraio 2021 in seguito al voto contrario alla fiducia al governo Draghi, viene espulso dal Movimento 5 Stelle e passa al Gruppo misto aderendo alla componente L'Alternativa c'è.
Esperto di innovazione, nuove tecnologie e sistemi digitali, in commissione finanze si occupa di fisco digitale, blockchain, economia collaborativa, sistemi di pagamento digitali, fatturazione elettronica e criptovalute, con un’attenzione particolare al mondo delle startup innovative, Università e Ricerca.